# Barro (Pontevedra)
Pour les articles homonymes, voir Barro.
Barro est une commune de la province de Pontevedra en Espagne située dans la communauté autonome de Galice.